# Переєстествлення
Переєстествлення (також переісточення, транссубстанціація) — богословський термін, що використовується для уточнення сенсу перетворення хліба і вина в Тіло і Кров Спасителя Христа в таїнстві Євхаристії. Сенс використання цього терміна не в тому, що він здатний пояснити спосіб переміни Святих Дарів (що є неможливим), а лише в тому, що термін акцентує на сутнісній зміні, таким чином, ще більше стверджуючи об'єктивну реальність цієї таємничої переміни.

## У православ'ї
Термін «переєстествлення» затверджено Православною церквою, що безумовно визнає перетворення, на численних соборах: в 1638 році, в 1642 році, в 1672 році в Константинополі, в 1672 році в Єрусалимі і особливо в 1691 році, — де всі, що заперечують переєстествлення були піддані суворій анафемі. Зокрема, останній собор піддає противників цього терміна найсуворішим канонічним заборонам; рішення собору були визнані Російською православною церквою і включені в Догматичне послання Патріарха Московського і всієї Русі Адріана. З цього часу термін «переісточення» стає звичайним терміном у православній євхаристології: він вживається в офіційних посланнях ієрархів, синодально схвалених ісповіданнях віри і догматичних посібниках та ін.
Церква бачить у переєстествленні диво Божої всемогутності, що перевершує диво створення Богом світу з нічого, що перевершує диво перетворення води в кров (Мойсеєм) або води в вино (Христом у Кані) (Ів. 2:1–12), що перевершує навіть диво Боговтілення.
Так Константинопольський патріарх Геннадій Схоларій говорив у своїх проповідях «Про таємниче тіло Господа нашого Ісуса Христа»:
|  | З числа ж чудес, скоєних і досконалих Понад, це диво, звичайно, є найбільшим: тому що це Таїнство, укладає в собі відому зміну однієї істоти до іншого, що відбувається в одну мить, перевершує всяке зміна, що відбувається за законами природи, як і крім законів природи… Але я повинен це диво порівняти з іншим дивом, саме, з тим дивом, що Бог людське єство поєднував з Божественним Особою, не в тому сенсі, як тіло поєднується з душею, коли кожне з них зберігає своє власне найменування, тому що ні душа не називається «тілом», ні тіло — «душею», але з'єднує два єства по Особі, тобто в одній Особі, так що Бог став людиною, а людина стала Богом. Але і цього дива Таємниця Євхаристії чудесніша: тому що там (в Боговтіленні) жодна з двох природ не переходить одне в інше, тут же створене, тобто хліб, переосутнюється в Тіло Творця, і істота хліба переосутнюється в Тіло Боже, стає Тілом Христовим. Отже, з цієї причини великим всіх Божих чудес є Переєстествлення хліба у Владичне Тіло. |

## У католицизмі
Визначено як doctrina de fide на Четвертому Латеранському соборі в 1215 році. Розробка вчення належить Томі Аквінському. Згідно з церковним вченням, переєстествлення — процес повного сутнісного (але не акцидентного) перетворення хліба і вина (Святих Дарів) в Тіло і Кров Христові.

## Інші християнські деномінації
Англіканство не приймає терміна «переєстествлення», визнає присутність справжніх Тіла і Крові Христових у Святих Дарах, які приймаються з вірою; по відношенню до такого розуміння Високою церквою іноді використовується термін «переєстествлення», хоча вірніше було б говорити про більш розмитий за змістом термін «переміни».
Лютеранство вчить про консубстанцію  земних хліба і вина та небесних Тіла і Крові Христових. Переісточення заперечується деякими напрямами кальвінізму, такими як, наприклад, пресвітеріанство. Серед пізніших протестантських деномінацій переєстествлення визнається «Громадою християн» Рудольфа Фрилінга.